# OS Большого Пса
OS Большого Пса (лат. OS Canis Majoris), HD 54764 — двойная звезда в созвездии Большого Пса на расстоянии (вычисленном из значения параллакса) приблизительно 4847 световых лет (около 1486 парсеков) от Солнца. Видимая звёздная величина звезды — от +6,07m до +6,04m. Возраст звезды оценивается как около 16 млн лет.

## Характеристики
Первый компонент — бело-голубой сверхгигант или яркий гигант, пульсирующая переменная звезда типа Альфы Лебедя (ACYG) спектрального класса B1Ib/II. Масса — около 12,2 солнечных, светимость — около 25000 солнечных. Эффективная температура — около 22400 К.
Второй компонент удалён на 32,5 угловых секунд.